# Wspólnota Niepodległych Państw

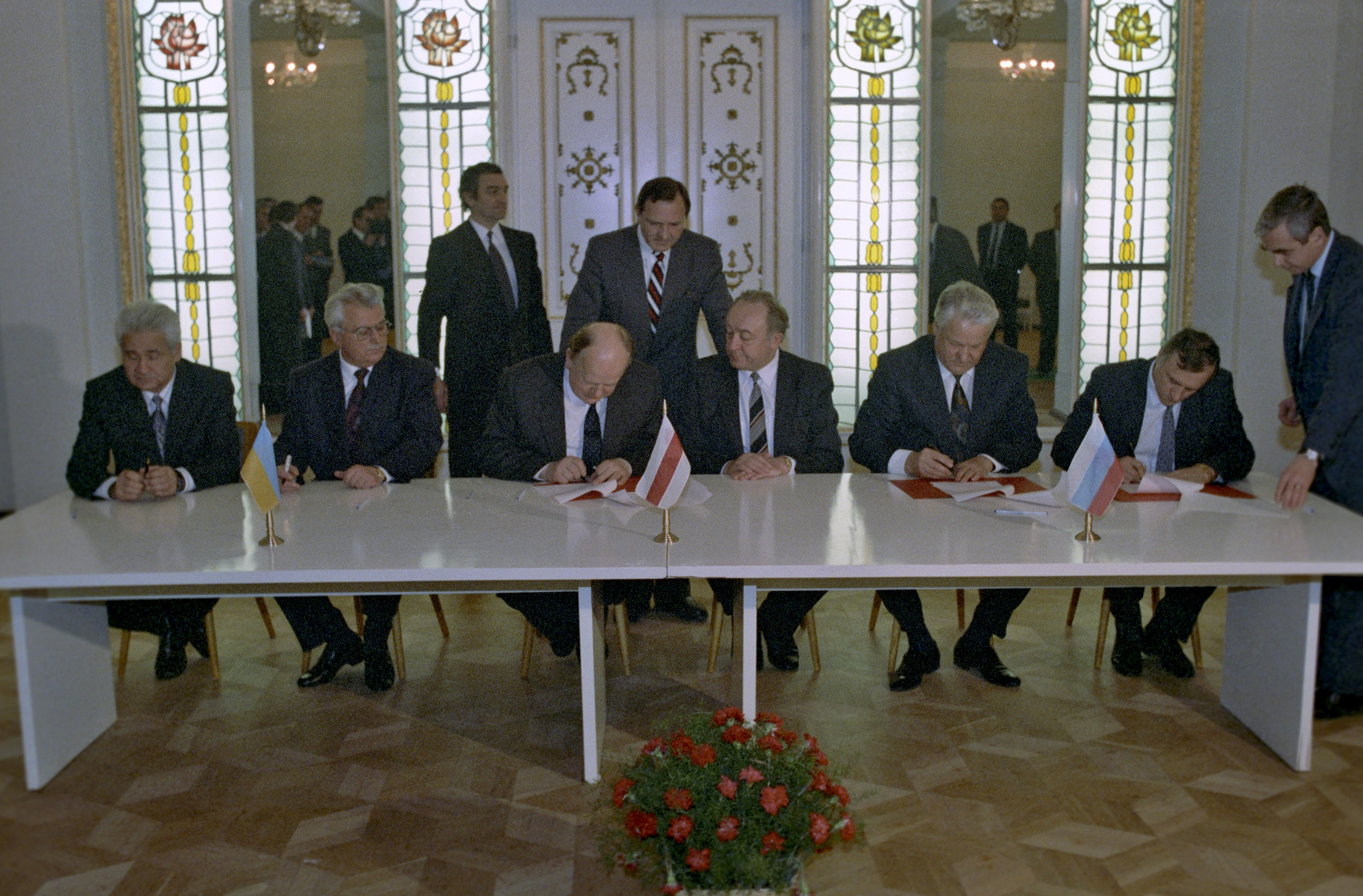
Ceremonia podpisania porozumienia białowieskiego, 8 grudnia 1991

Wspólnota Niepodległych Państw, skrót WNP (ros. Содружество Независимых Государств, СНГ; trb. Sodrużestwo Niezawisimych Gosudarstw, SNG) – organizacja gospodarczo-polityczno-wojskowa, zrzeszająca większość byłych republik Związku Radzieckiego, utworzona na mocy porozumienia białowieskiego z 8 grudnia 1991 roku. Zgodnie ze zobowiązaniem państw członkowskich, organizacja ma na celu współpracę w zakresie polityki, bezpieczeństwa, gospodarki, kultury, oświaty, ochrony zdrowia, środowiska, nauki i wymiany informacji.

## Historia
Wspólnota Niepodległych Państw powstała na mocy tzw. porozumienia białowieskiego z 8 grudnia 1991 roku, podpisanego przez prezydenta Rosji Borysa Jelcyna, prezydenta Ukrainy Łeonida Krawczuka i przewodniczącego Rady Najwyższej Białorusi Stanisława Szuszkiewicza, jako alternatywa ustrojowa dla krajów należących do Związku Socjalistycznych Republik Radzieckich, pragnących zrzucić radzieckie zwierzchnictwo Kremla (jako ośrodka władzy nadrzędnej) bez narażenia się na zarzut separatyzmu i idących za tym potencjalnych konsekwencji. Siedzibą władz WNP został Mińsk (stolica Białorusi). WNP początkowo obejmowała wówczas jedynie trzy kraje słowiańskie: Rosję, Ukrainę i Białoruś.
Podczas konferencji w Wiskulach delegacja rosyjska zaproponowała nazwę Wspólnota Demokratycznych Państw dla nowo powołanej do życia organizacji, uzasadniając to tym, że proponowana przez ukraińską delegację nazwa Wspólnota Niepodległych Państw zawierała dwa synonimy, gdyż państwo z samej swej natury jest niepodległe. Jednak ze względu na istniejącą w czasach ZSRR niepełną niepodległość państw satelickich, delegacje wszystkich trzech państw zdecydowały się na ukraińską propozycję.
Na spotkaniu, które odbyło się 14 grudnia 1991 roku w Aszchabadzie postanowiono, że Wspólnota Niepodległych Państw jest zaplanowana z myślą o wszystkich byłych republikach ZSRR. 21 grudnia 1991 roku, za sprawą podpisania w Ałma-Acie wspólnie z państwami założycielskimi specjalnego protokołu do porozumienia białowieskiego, dotyczącego celów i zasad WNP, do organizacji przystąpiło kolejnych osiem republik rozwiązanego Związku Radzieckiego: Azerbejdżan, Armenia, Kazachstan, Kirgistan, Mołdawia, Tadżykistan, Turkmenistan i Uzbekistan.
Kolejnym istotnym wydarzeniem w historii WNP była ratyfikacja porozumienia białowieskiego i protokołu z Ałma-Aty przez Rady Najwyższe lub parlamenty byłych republik radzieckich. Jako pierwsze ratyfikowały te dokumenty Białoruś i Ukraina (10 grudnia 1991 roku). Następnie zostały one ratyfikowane przez Rosję (12 grudnia 1991 roku), Kazachstan (23 grudnia 1991 roku), Tadżykistan (25 grudnia 1991 roku – porozumienie białowieskie, 26 czerwca 1993 roku – protokół z Ałma-Aty), Turkmenistan (26 grudnia 1991 roku), Uzbekistan (4 stycznia 1992 roku), Armenię (18 lutego 1992 roku), Kirgistan (6 marca 1992 roku), Azerbejdżan (24 września 1993 roku) i Mołdawię (8 kwietnia 1994 roku).
22 stycznia 1993 roku na szczycie w Mińsku przyjęto Statut Wspólnoty Niepodległych Państw (ros. Устав Содружества Независимых Государств), który podpisały wszystkie państwa zaangażowane w WNP z wyjątkiem Ukrainy i Turkmenistanu – oznaczało to, że państwa te de iure nie stały się państwami członkowskimi WNP, lecz miały tylko status państw założycielskich i państw uczestniczących w organizacji. Statut ratyfikowały kolejno: Kazachstan (31 marca 1993 roku), Rosja (15 kwietnia 1993 roku), Uzbekistan (6 maja 1993 roku), Tadżykistan (4 sierpnia 1993 roku), Azerbejdżan (14 grudnia 1993 roku), Kirgistan (18 grudnia 1993 roku), Białoruś (18 stycznia 1994 roku), Armenia (16 marca 1994 roku) i Mołdawia (26 kwietnia 1994 roku).
22 października 1993 roku akces do WNP zgłosiła Gruzja, po tym, jak obalony został rząd Zwiada Gamsachurdii, a prezydentem Gruzji został Eduard Szewardnadze. W grudniu 1993 roku Gruzja oficjalnie dołączyła do organizacji. Od tego czasu liczyła ona dwunastu członków. W lutym 2006 roku Gruzja wystąpiła z Rady Ministrów Obrony WNP ze stwierdzeniem „Gruzja obrała kurs na członkostwo w NATO i nie może być członkiem dwóch struktur militarnych jednocześnie”.
12 sierpnia 2008 roku prezydent Gruzji Micheil Saakaszwili ogłosił, że jego kraj występuje ze Wspólnoty Niepodległych Państw, zaś 14 sierpnia gruziński parlament jednomyślnie przyjął odpowiednią uchwałę w tej sprawie. 18 sierpnia 2008 Ministerstwo Spraw Zagranicznych Gruzji poinformowało Sekretariat Wykonawczy WNP o wystąpieniu Gruzji ze wspólnoty. Decyzja weszła w życie 18 sierpnia 2009 roku.
Chęci członkostwa w WNP nigdy nie wyrażały należące wcześniej do Związku Radzieckiego kraje bałtyckie: Litwa, Łotwa i Estonia. Państwa te w 2004 roku wstąpiły do zachodnich organizacji politycznych: NATO i Unii Europejskiej.
Od 2005 roku Turkmenistan uczestniczy we Wspólnocie Niepodległych Państw w charakterze „członka stowarzyszonego”, natomiast drugi z krajów, które nie podpisały Statutu WNP i które de iure nie zyskały statusu państwa członkowskiego organizacji, Ukraina, na mocy dekretu prezydenta Petra Poroszenki z dnia 19 maja 2018 roku oficjalnie zakończył swoje uczestnictwo w WNP.

## Członkowie
Członkami założycielami Wspólnoty Niepodległych Państw były trzy kraje: Białoruś, Rosja i Ukraina, które podpisały porozumienie o utworzeniu WNP i jednocześnie faktycznej likwidacji Związku Radzieckiego w grudniu 1991 roku. Ukraina wyszła z WNP w 2018 roku. Członkostwo zwyczajne posiada obecnie dziewięć krajów: Armenia, Azerbejdżan, Białoruś, Kazachstan, Kirgistan, Mołdawia, Rosja, Tadżykistan i Uzbekistan. Turkmenistan był członkiem zwyczajnym do 2005 roku, od tego czasu posiada status członka stowarzyszonego.
Statut Wspólnoty Niepodległych Państw (punkt 7) przewiduje możliwość przyznania członkostwa każdemu państwu „które podziela cele i zasady Wspólnoty i przyjmuje na siebie zobowiązania statutu”. Warunkiem przystąpienia nowego państwa jest jednomyślna zgoda dotychczasowych członków. Zapis jest o tyle ważny, że oznacza, iż WNP może wykraczać poza obszar byłego Związku Radzieckiego. W 2008 roku Afganistan wyraził swoją chęć członkostwa w WNP, obecnie uczestniczy on jako obserwator w Zgromadzeniu Parlamentarnym WNP (jest to zgodne z punktem 8 Statutu WNP, który dopuszcza, że za zgodą Rady Głów Państw w posiedzeniach organów WNP mogą partycypować przedstawiciele innych państw w charakterze obserwatorów). W latach 90. XX wieku swoją chęć członkostwa w WNP wyraziły również nieuznawane przez społeczność międzynarodową podmioty takie jak np. Abchazja, Krym, Czeczenia, Tatarstan czy Naddniestrze. W praktyce państwa członkowskie odrzuciły powyższe prośby, obawiając się nasilenia ruchów separatystycznych chcących wykorzystać członkostwo w WNP jako de facto uznanie w prawie międzynarodowym.

## Układ taszkencki
Organizacja Układu o Bezpieczeństwie Zbiorowym (tzw. traktat taszkencki) została utworzona 15 maja 1992 roku w Taszkencie przez państwa założycielskie: Armenię, Kazachstan, Kirgistan, Rosję, Tadżykistan i Uzbekistan; których celem było współdziałanie państw-sygnatariuszy w kwestiach obronności. W 1993 roku do układu dołączyły następne państwa: Azerbejdżan, Białoruś oraz Gruzja. Porozumienie zawierało zapisy – „O niestosowaniu przemocy w stosunkach wzajemnych i udzielaniu pomocy napadniętemu sygnatariuszowi”. 2 kwietnia 1999 roku Układ Taszkencki przedłużyły tylko: Białoruś, Kazachstan, Kirgistan, Rosja i Tadżykistan (Protokół o przedłużeniu Układu o bezpieczeństwie zbiorowym). Później Gruzja podjęła współpracę ze Stanami Zjednoczonymi i NATO. Celem Rosji było stworzenie wspólnej obrony powietrznej.

## Charakter i organy administracyjne WNP
Wspólnota Niepodległych Państw ma charakter luźnego ugrupowania, które deklaruje – zgodnie z porozumieniem białowieskim – iż ma charakter otwarty dla wszystkich państw członkowskich byłego ZSRR, a także dla innych krajów. Nie jest ona formułą związku państw ani też strukturą ponadpaństwową; z punktu widzenia prawa międzynarodowego wszyscy członkowie Wspólnoty są samodzielnymi i niepodległymi państwami. Jej głównymi organami administracyjnymi są:
- Rada Szefów Państw – najwyższy organ WNP, decydujący m.in. o użyciu sił zbrojnych państw członkowskich i ustanowieniu mandatu sił pokojowych WNP;
- Rada Szefów Rządów – organ odpowiedzialny za koordynowanie współpracy organów wykonawczych WNP;
- Rada Ministrów Spraw Zagranicznych – organ odpowiedzialny za koordynowanie polityki zagranicznej państw członkowskich;
- Rada Ministrów Obrony – organ odpowiedzialny za koordynowanie polityki wojskowej państw członkowskich – nigdy nie uczestniczyli w nim przedstawiciele Gruzji, Mołdawii, Turkmenistanu i Ukrainy;
- Rada Ministrów Spraw Wewnętrznych – organ powołany w 1996 roku w celu koordynacji zwalczania terroryzmu i zorganizowanej przestępczości;
- Rada Dowódców Wojsk Ochrony Pogranicza – organ odpowiedzialny za ochronę granic i stref ekonomicznych – w jego pracach nie uczestniczy Azerbejdżan, Mołdawia i Ukraina.

Siedziba Sekretariatu Wykonawczego WNP, który wykształcił się z Komitetu Koordynacyjno-Konsultacyjnego, znajduje się w Mińsku. Dotychczasowi sekretarze (przewodniczący Komitetu) to:
- Iwan Karatczenia
- Boris Bieriezowski
- Jurij Jarow
- Władimir Ruszajło

Sekretarza powołuje i odwołuje jednomyślnie Rada Szefów Państw, choć w historii zdarzało się, iż czynił to samodzielnie prezydent Rosji.
Pozostałe organy WNP to:
- Międzyrządowy Komitet Ekonomiczny
- Komitet Statystyczny
- Komitet Kosmiczny
- Komitet Transportu
- Międzypaństwowy Komitet Lotniczy

Wyróżnić możemy też organy pomocnicze, tj. Międzyparlamentarne Zgromadzenie (Państw Członkowskich) Wspólnoty Niepodległych Państw z siedzibą w Petersburgu, Komisję Praw Człowieka WNP oraz Trybunał Gospodarczy.

## Praktyka funkcjonowania WNP

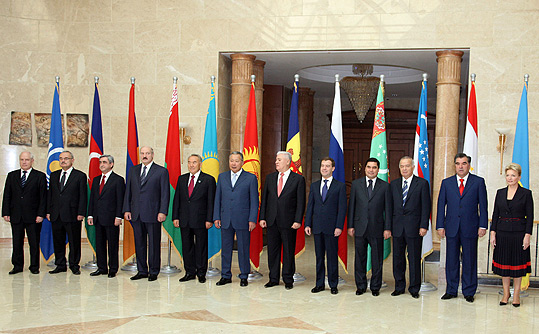
Szczyt przywódców państw członkowskich WNP w Biszkeku, 10 października 2008

Do Wspólnoty Niepodległych Państw należy większość krajów byłego ZSRR, jednak inicjatywy rozwijające i konkretyzujące współpracę krajów jedenastki nie spotkały się z pozytywnym odzewem. W 1994 zdecydowanie odrzucona została idea utworzenia Związku Euroazjatyckiego zgłoszona przez Nursułtana Nazarbajewa oraz późniejsze propozycje integracyjne Alaksandra Łukaszenki. Bliższą integracją w ramach WNP zainteresowana jest obecnie głównie Rosja i Białoruś oraz niektóre kraje środkowoazjatyckie. W latach 1996–2015 były one zrzeszone w Euroazjatyckiej Wspólnocie Gospodarczej, a od 1 stycznia 2015 w Euroazjatyckiej Unii Gospodarczej.
Na spoistość WNP negatywnie wpływają istniejące na jej terenie organizacje subregionalne, tj. GUAM (inaczej zwany Organizacją na rzecz Demokracji i Rozwoju), w którego skład wchodzą Gruzja, Ukraina, Azerbejdżan i Mołdawia.
We wrześniu 2003 podpisano na Krymie Układ o Budowie Wspólnej Przestrzeni Gospodarczej, obejmujący oprócz Ukrainy Rosję, Białoruś i Kazachstan. Jego sygnowanie fetowane było w Rosji jako znaczący krok na drodze do integracji gospodarczej krajów byłego ZSRR, tym bardziej że traktat podpisała niechętna dotąd zacieśnianiu ekonomicznych więzów Ukraina.
W chwili obecnej WNP jest tworem amorficznym, będącym obiektem zainteresowania głównie dla wąskiego grona specjalistów i badaczy z dziedziny nauk społeczno-politycznych.

## Siły zbrojne

### Podział Armii Radzieckiej i wspólne siły zbrojne
Z chwilą rozpadu ZSRR jednym z kluczowych problemów do rozwiązania stała się przynależność sił zbrojnych – dawnej Armii Radzieckiej. Poszczególne państwa jeszcze przed formalnym rozwiązaniem ZSRR zaczęły próbować tworzyć swoje siły zbrojne na bazie jednostek znajdujących się na ich terytorium. W szczególności postanowienie takie podjęła Rada Najwyższa Ukrainy już 6 grudnia 1991 roku. 30 grudnia 1991 roku doszło do spotkania przywódców członków WNP w Mińsku, na którym podjęto szereg postanowień dotyczących sił zbrojnych. Ministerstwo Obrony dawnego ZSRR zostało zlikwidowane, a na jego miejsce powołano Główne Dowództwo Sił Zbrojnych Wspólnoty Niepodległych Państw. Poszczególne państwa uzyskały prawo formowania własnych sił zbrojnych w oparciu o jednostki stacjonujące na ich terytorium, z wyłączeniem sił określonych jako strategiczne, które miały być pod wspólnym dowództwem WNP. Powstały jednak następnie rozbieżności co do kwestii, które siły miały być wyłączone pod wspólne dowództwo i jaki powinien być ich status na terenie nowych państw.
Spór powstał przede wszystkim na tle Floty Czarnomorskiej, która miała główną bazę na terytorium Ukrainy (w Sewastopolu) i była przez Rosję uważana za związek operacyjno-strategiczny, który powinien pozostać pod jej kontrolą za pośrednictwem WNP, natomiast Ukraina dążyła do jej przejęcia lub podziału. Pozostałe floty marynarki wojennej ZSRR (Bałtycka, Północna i Oceanu Spokojnego), obejmujące między innymi okręty podwodne z rakietami międzykontynentalnymi o znaczeniu strategicznym, miały główne bazy na terenie Rosji i zostały przez nią następnie przejęte. W 1992 roku zarówno Ukraina i Rosja próbowały formalnie podporządkować sobie Flotę Czarnomorską. Ostatecznie po kilkuletnich sporach i rozmowach, w toku których Flota uległa znacznej degradacji technicznej, 28 maja 1997 Rosja i Ukraina zawarły porozumienie o podziale Floty Czarnomorskiej pomiędzy oba państwa. Proces ten został ukończony w 2000 roku.
W skład wspólnych sił WNP, z dowództwem w Moskwie, miały także wchodzić jednostki rakiet strategicznych i lotnictwa strategicznego. Mimo to, nie uniknęły one tendencji do ich nacjonalizowania i na przełomie 1992 i 1993 roku Ukraina przejęła pod swoją jurysdykcję jednostki na jej terytorium, odbierając wcześniej od żołnierzy przysięgę na wierność Ukrainie. W szczególności Ukraina przejęła w 1992 roku bazujący w Pryłukach pułk najnowszych bombowców strategicznych Tu-160. Analogiczne kroki podjęła później Rosja w stosunku do znajdujących się pod jej faktyczną kontrolą sił jedynie formalnie podległych WNP.

### Integracja wojskowa
Integracja wojskowa bazuje na Traktacie o bezpieczeństwie zbiorowym z Taszkentu i obejmuje jedynie część krajów WNP (formalnie umowy te nie są częścią dorobku prawnego WNP). Traktat taszkencki podpisało sześć państw 15 maja 1992 roku: Rosja, Armenia, Uzbekistan, Kirgistan, Tadżykistan i Kazachstan. Następnie do Układu przystąpiły; Azerbejdżan (24 września 1993 roku), Gruzja (9 grudnia 1993 roku), Białoruś (31 grudnia 1993 roku); traktat uprawomocnił się 20 kwietnia 1994 roku. Sygnatariusze wyrzekli się użycia siły wobec państw trzecich, nieprzystępowania do sojuszy wojskowych, wzajemną pomoc w razie ataku z zewnątrz. 2 kwietnia 1999 roku nastąpiło przedłużenie Układu taszkenckiego przez sześć państw. Pozostałe trzy państwa: Azerbejdżan, Gruzja, Uzbekistan wcześniej opuściły tę organizację i 10 października 1997 roku utworzyły GUAM. 7 października 2002 roku w Kiszyniowie Armenia, Kazachstan, Kirgistan, Rosja, Tadżykistan, Białoruś założyli Organizację Układu o Bezpieczeństwie Zbiorowym. Od 17 sierpnia 2006 roku do 2012 roku członkiem organizacji był Uzbekistan. Jest to organizacja hegemoniczna, gdzie naczelna decyzja należy do Federacji Rosyjskiej, pozostali sygnatariusze muszą kierować się rosyjską racją stanu; ma to na celu zablokowanie inicjatyw integracji ze strukturami euroatlantyckimi.

## Organizacje alternatywne
W obszarze postradzieckim stworzono szereg organizacji międzynarodowych w znacznej mierze współpracujących ze Wspólnotą Niepodległych Państw. Należą do nich:
- Euroazjatycka Unia Gospodarcza
- Euroazjatycka Unia Celna
- GUAM
- Organizacja Układu o Bezpieczeństwie Zbiorowym
- Związek Rosji i Białorusi

Istnieją ponadto organizacje, w których skład wchodzą państwa nieuznawane na arenie międzynarodowej:
- Wspólnota Nieuznawanych Państw (WNP-2) (Содружество непризнанных государств)
- Wspólnota „Na rzecz demokracji i praw narodów” (Сообщество „За демократию и права народов”)

Do organizacji, w których byłe republiki radzieckie stanowią znaczną część członków, lecz skupiających też inne państwa należą:
- Forum Morza Czarnego na rzecz Partnerstwa i Dialogu
- Grupa Zadaniowo-Kooperacyjna Morza Czarnego
- Inicjatywa Baku
- Organizacja Współpracy Gospodarczej Państw Morza Czarnego
- Rada Państw Morza Bałtyckiego
- Szanghajska Organizacja Współpracy
- Wspólnota Demokratycznego Wyboru